# Mauricio Igor Rodrigues Martins
Mauricio Igor Rodrigues Martins (sinh ngày 8 tháng 2 năm 1993), thường gọi Mauricio là một cầu thủ bóng đá người Brasil thi đấu ở vị trí hậu vệ trái cho Águeda.

## Sự nghiệp câu lạc bộ
Vào tháng 1 năm 2014 anh thử việc cùng với Wisla Krakow, trước khi chuyển đến KF Elbasani.

## Danh hiệu
KF Elbasani
- Albanian First Division (1): 2013-14